# Esumazione di Francisco Franco

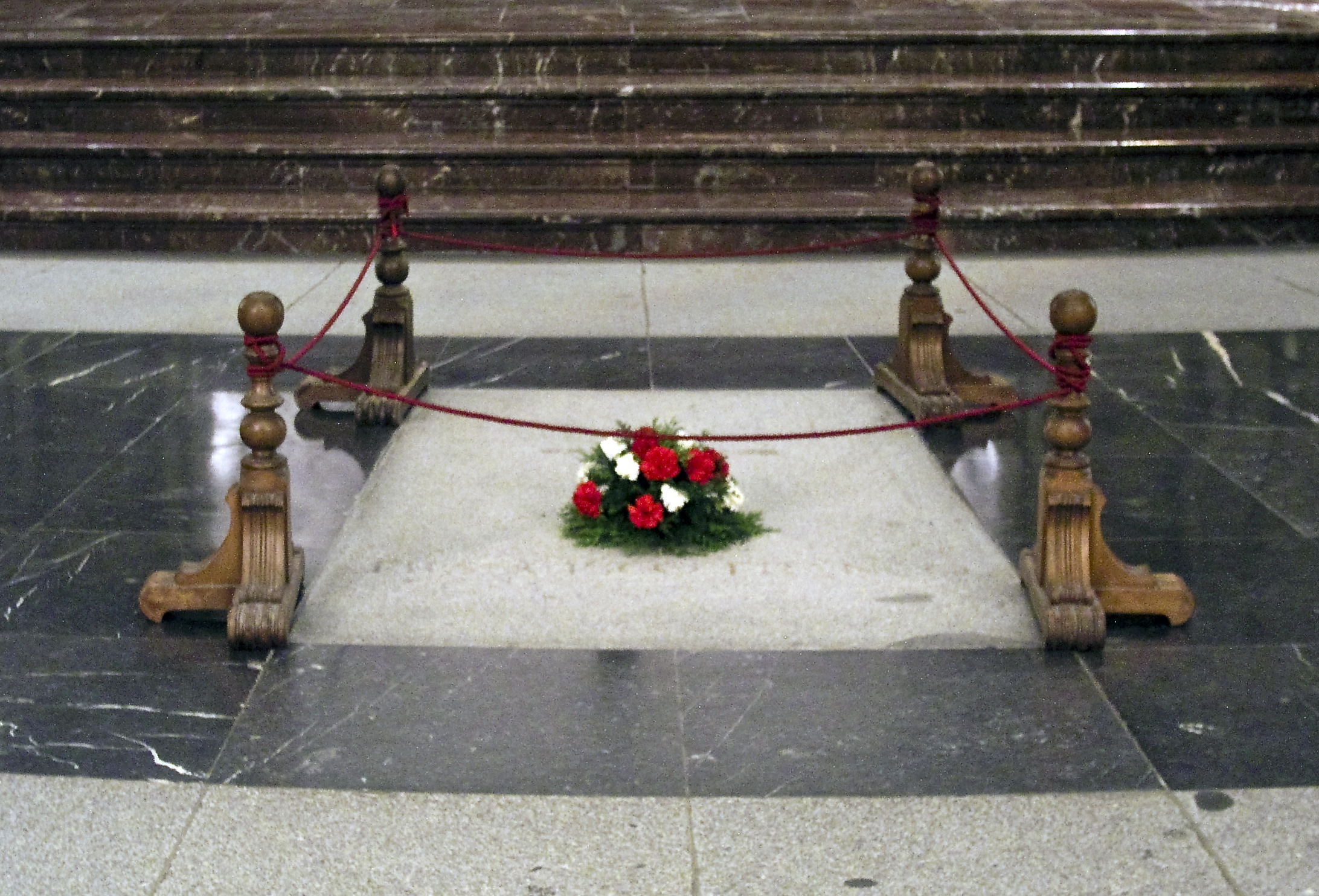
Tomba del dittatore Francisco Franco nella Valle de los Caídos prima della sua esumazione.

L'esumazione del corpo di Francisco Franco dal complesso della Valle de los Caídos e la sua traslazione in una diversa sepoltura fu approvata dal governo spagnolo, presieduto da Pedro Sánchez, il 15 febbraio 2019. Inizialmente previste prima del 1º marzo 2019, le operazioni furono ritardate a causa dei ricorsi presentati dai congiunti del Caudillo, a seguito dei quali il giudice José Yusty Bastarreche irrogò una sospensione precauzionale, poi confermata dalla Corte Suprema all'unanimità. Infine, la stessa Corte suprema approvò l'esumazione di Francisco Franco, respingendo l'appello presentato dalla famiglia e stabilendo che la salma fosse ritumulata nel cimitero Mingorrubio-El Pardo di Madrid. Venne altresì rigettata la richiesta, avanzata dai familiari, di portare la salma nella cattedrale dell'Almudena della capitale spagnola.
La salma fu trasferita al cimitero di Mingorrubio-El Pardo di Madrid nell'ottobre 2019.

## Contesto storico

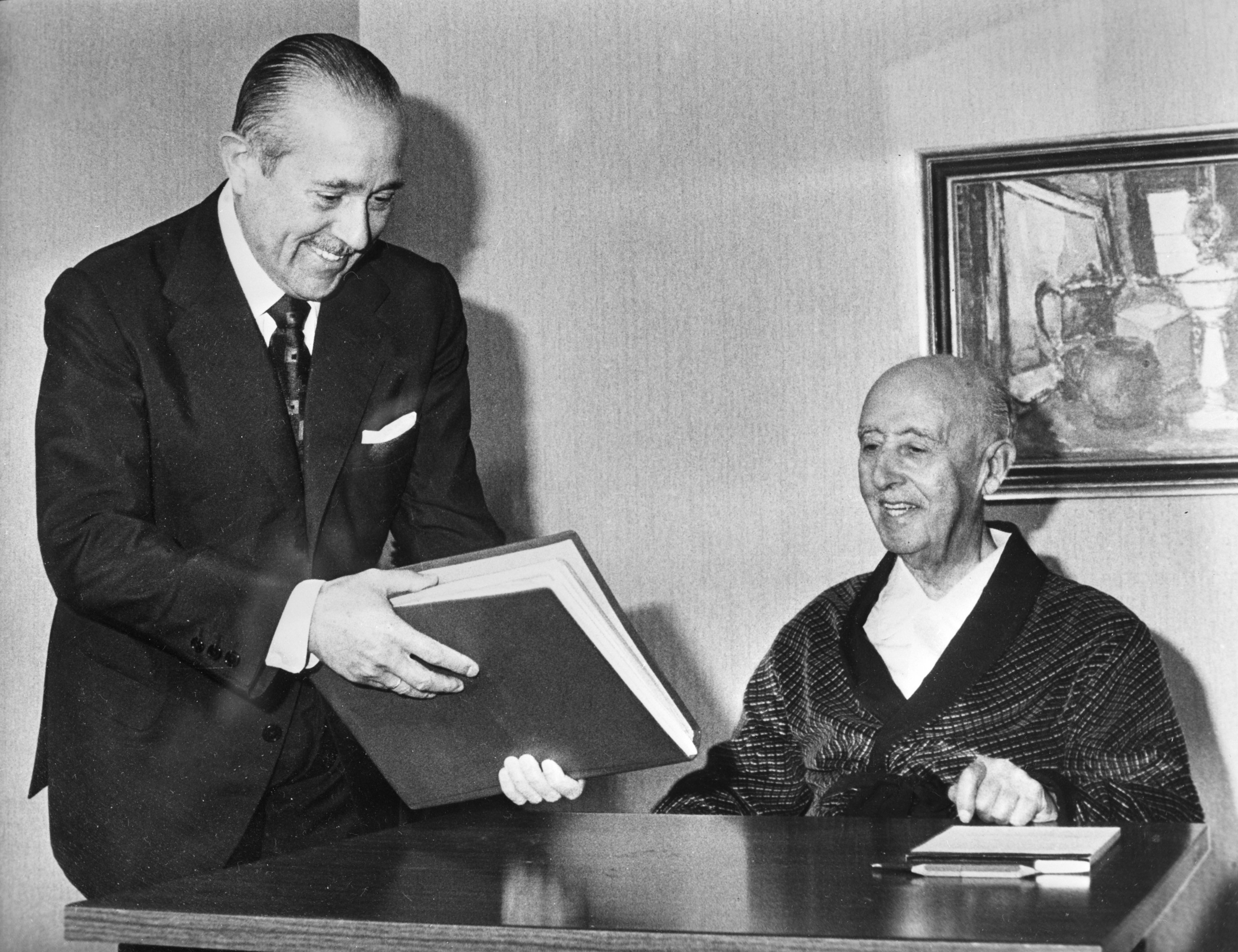
Francisco Franco con il presidente del governo Arias Navarro il 22 ottobre 1975, poche settimane prima di morire.

Il generale dell'esercito Francisco Franco faceva parte dei ribelli che il 18 luglio 1936 attuarono un colpo di Stato contro il governo della Seconda Repubblica Spagnola; ne scaturì una guerra civile, che terminò nel 1939 con la vittoria franchista. Il generalissimo, com'era divenuto noto, impose quindi la propria autorità su tutta la Spagna, governandola con metodi dittatoriali fino al 1975. Questo periodo prese il nome di regime franchista. Il suo governo fece sistematico ricorso a violenza, repressione e censura contro i suoi oppositori, stroncando ogni forma di dissenso interno.
Con la morte di Franco, sul finire del 1975, s'iniziò la "transizione spagnola" guidata dal re Juan Carlos I (nominato da Franco medesimo), coadiuvato da personaggi quali Adolfo Suárez, che in qualità di primo ministro ebbe un ruolo importante nel trasformare il Paese in una democrazia, ponendo fine al sistema legale dell'era franchista.
La salma del dittatore, dopo alcune riflessioni, venne tumulata nel complesso della Valle de los Caídos, colossale santuario sito a 49 km da Madrid, costruito tra il 1940 e il 1958 al fine di onorare la memoria dei caduti della guerra civile (sia quelli di parte repubblicana che franchisti). In vita Franco non aveva mai dichiarato pubblicamente dove desiderasse essere seppellito; fonti familiari sostengono tuttavia che egli, considerandosi "alfiere" del cattolicesimo, desiderasse riposare nella cattedrale dell'Almudena a Madrid.
Ben presto la presenza della tomba di Franco alla Valle divenne oggetto di contese e aspre polemiche: i governi democratici, a seconda del loro colore politico, ebbero del resto varie e contrastanti opinioni sul destino dei monumenti franchisti e su come "contestualizzarli" nel nuovo scenario istituzionale. Diverse organizzazioni e rapporti di esperti iniziarono presto a chiedere agli esecutivi di rimuovere la salma del dittatore dall'abbazia e alcuni chiesero finanche la demolizione dell'intero complesso, considerato un mero simulacro della dittatura.

## L’esumazione

### Prodromi e controversie

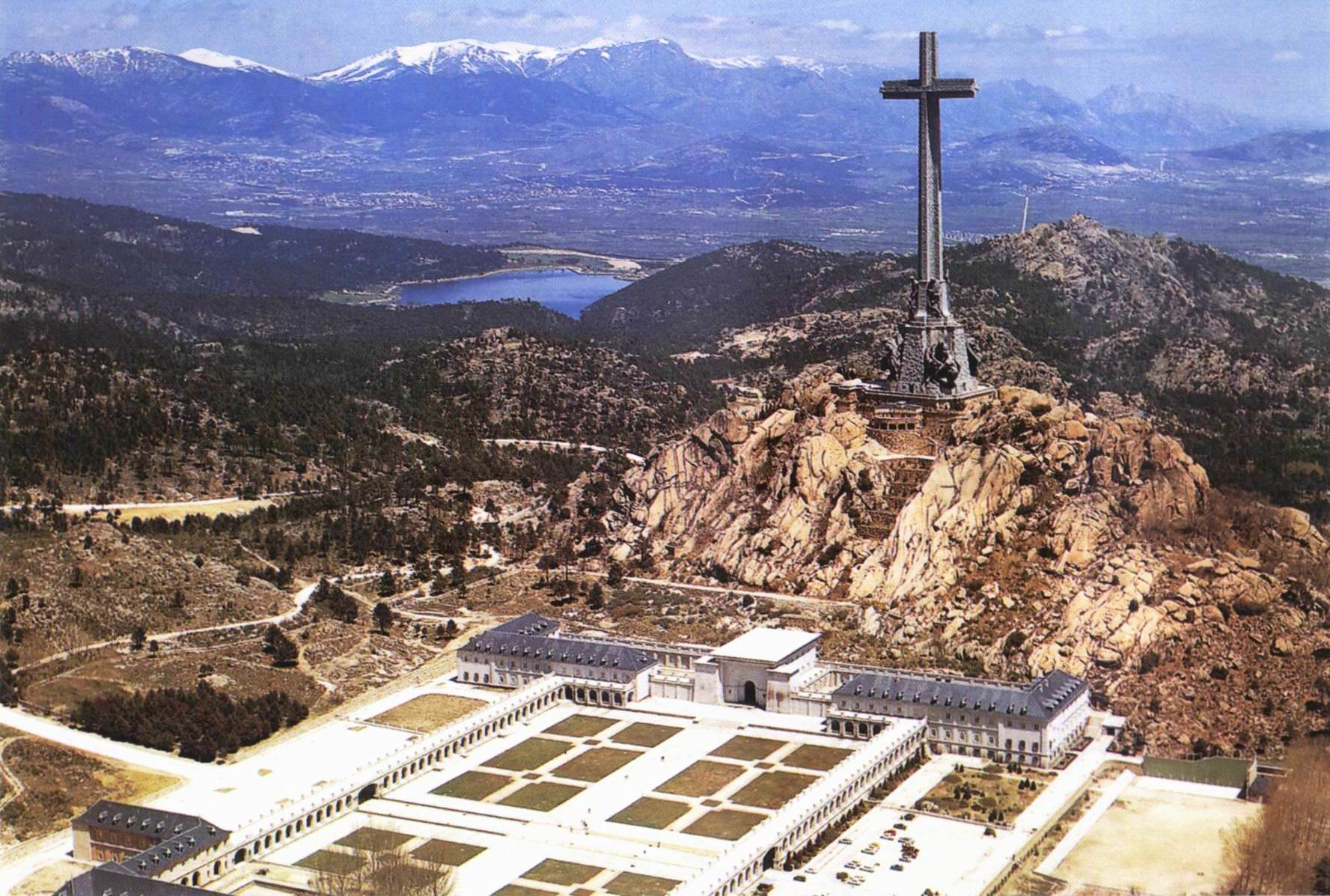
La Valle de los Caídos, nel comune di San Lorenzo de El Escorial.

Pedro Sánchez, già in veste di segretario generale del Partito Socialista Operaio Spagnolo (PSOE) e capo dell'opposizione, aveva ripetutamente promesso, che con lui al governo, i resti di Franco sarebbero stati rimossi dalla Valle de los Caídos.
Nel giugno 2018, dopo una mozione di sfiducia contro il premier uscente, il popolare Mariano Rajoy, Sanchez ottenne il mandato per formare un nuovo esecutivo. Non passò molto tempo perché alle promesse seguissero i fatti: il 15 febbraio il ministro della giustizia, Dolores Delgado, comunicò la decisione del governo di rimuovere i resti di Franco dalla Valle de los Caídos, ai sensi della legge sulla memoria storica approvata nel 2007 (avente tra i suoi scopi dichiarati quello di eliminare le residue vestigia del franchismo negli spazi pubblici); al contempo venne opposto un netto rifiuto alla possibilità di trasferire i resti del dittatore nella cattedrale dell'Almudena di Madrid e venne postulato che, qualora la famiglia si fosse ulteriormente opposta o non avesse indicato un sito terzo d'inumazione, sarebbe stato lo stesso governo a decidere dove trasferire la salma. In tale frangente si iniziò a considerare allo scopo il cimitero del Mingorrubio, nel quartiere El Pardo di Madrid, ove dal 1988 riposava la moglie di Franco, Carmen Polo.
Nel settembre 2019, il presidente della Quarta Sezione per le controversie amministrative della Corte suprema spagnola, Jorge Rodríguez-Zapata, insieme ai magistrati Segundo Menéndez, Pablo Lucas (relatore), Celsa Pico, Pilar Teso e José Luis Requero determinarono come uso adeguato dello strumento di legge il decreto reale per l'esumazione. Dal canto proprio la Santa Sede, che ai sensi del Concordato tra la Spagna e la Santa Sede (firmato nel 1979) era chiamata a dare la propria approvazione affinché le autorità civili potessero accedere a un luogo di culto (quale è la basilica ipogea della Valle), decise di non pronunciarsi; il priore dell'abbazia benedettina della Valle de los Caídos, padre Santiago Cantera, inizialmente affermò la sua intenzione di ignorare la sentenza della Corte Suprema e disse che non avrebbe autorizzato l'accesso alla basilica.
Il governo a quel punto tentò senza successo di accordarsi con la famiglia Franco sulle modalità di esumazione del dittatore: i famigliari, oltre a continuare a richiedere vanamente che la salma venisse portata all'Almudena, chiesero che le venissero tributati gli onori militari (picchetto di soldati, spari a salve, esecuzione dell'inno nazionale) e che sul feretro fosse collocata una bandiera spagnola del modello usato tra il 1939 e il 1975, o quantomeno una senza stemma al proprio interno. Tutte le richieste vennero respinte e fu stabilito che i resti del dittatore sarebbero stati trasferiti dalla Valle de los Caídos alla già citata cappella di famiglia sita nel cimitero del Mingorrubio. In quanto rappresentante del governo, la portavoce del Consiglio dei ministri difese l'esumazione (e la sua conduzione in forma dimessa, senza alcun onore pubblico) come parte necessaria della "riconciliazione tra spagnoli".
I famigliari si appellarono anche alla Corte europea dei diritti dell'uomo di Strasburgo e al Tribunale costituzionale per evitare l'esumazione; entrambi i ricorsi furono respinti. Non sortì effetto nemmeno un tentativo di appellarsi alla presunta mancanza dei permessi per eseguire opere murarie (o demolizioni) all'interno della basilica della Valle.

### L’operazione
All’apertura del sepolcro del Generalisimo parteciparono Félix Bolaños, in qualità di segretario generale della Presidenza del governo e coordinatore delle operazioni, il ministro della Giustizia Dolores Delgado, in qualità di notaio del Regno, e il sottosegretario alla Presidenza Miguel Ángel Oliver, in qualità di segretario di Stato per la comunicazione. Furono ammessi a presenziare anche venti discendenti del dittatore, oltre a Luis Felipe Utrera Molina, l'avvocato della famiglia Franco y Martínez-Bordiú.
Prima dell'inizio delle operazioni il priore dell'abbazia, padre Santiago Cantera, officiò una breve liturgia, dopodiché il sito della tomba venne coperto con una tenda, affinché fosse impossibile effettuare riprese (la basilica era stata ripetutamente perquisita nei giorni precedenti per sventare tentativi in tal senso e tutti i presenti avevano dovuto depositare all'esterno i propri telefoni cellulari).
Secondo le informazioni trapelate sulla stampa, l'apertura della lastra di pietra che chiudeva il sepolcro avvenne senza particolari difficoltà; nella circostanza tuttavia una nipote del dittatore, Merry Martínez-Bordiú, diede in escandescenza prorompendo in una sequela di imprecazioni e maledizioni all'indirizzo dei delegati governativi e del personale tecnico che stava compiendo l'operazione.

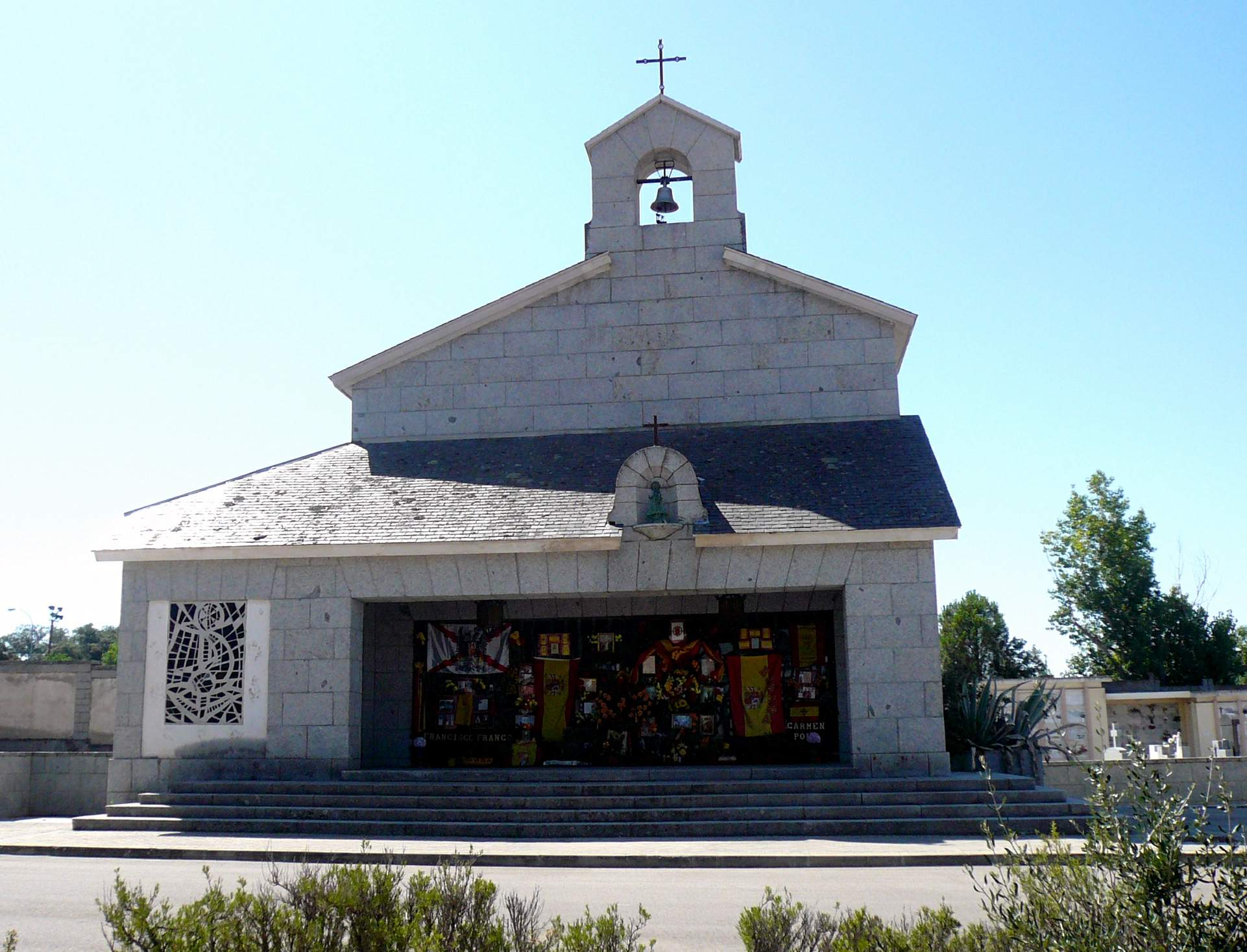
Il Pantheon di Francisco Franco e Carmen Polo nel Cimitero de Mingorrubio

Rimossa la lapide insorse tuttavia un grave problema: nei 44 anni successivi alla sepoltura la sigillatura del coperchio non aveva tenuto, permettendo a umidità e insetti di penetrare all'interno della fossa. Di riflesso il feretro del dittatore appariva gravemente danneggiato: gli ornamenti esterni (croce, maniglie e modanature) si erano staccati e la struttura, evidentemente realizzata con legno di scarsa qualità, era ammalorata e disunita. Temendo che la bara potesse collassare durante la traslazione, gli inservienti funebri consigliarono ai congiunti di rimuovere la cassa interna di zinco contenente il corpo e inserirla in una nuova bara: essi però rifiutarono categoricamente tale operazione, considerandola un'ulteriore, intollerabile profanazione nei confronti di Franco. Si provvide pertanto a irrobustire la malconcia cassa funebre inserendo una tavola di legno sotto il fondo, per poi consolidarla legando il tutto con cinghie da imballaggio e inserendo alcune rivettature. Essa fu quindi ricoperta con un drappo funebre color cioccolato, sopra cui venne adagiato il vessillo nobiliare della famiglia (l'unico autorizzato dalle autorità, sebbene i congiunti avessero provato a "forzare la mano" portando con sé la bandiera che era stata collocata sul feretro nel 1975 in occasione dei funerali, venendo però costretti a lasciarla all'esterno dell'abbazia) e una grossa corona d'alloro serrata da un nastro giallorosso.
A scopo precauzionale, la bara venne poi trasportata fino al portale della basilica su di un carrello, dopodiché alcuni tra i familiari la presero a spalla e la portarono lungo il sagrato fino al carro funebre; quando l'ebbero deposta al suo interno, la salutarono al grido di «¡Viva España! ¡Viva Franco!».
La bara venne quindi caricata su un elicottero dell'Aeronautica militare e trasferita al cimitero di Mingorrubio-El Pardo, per essere sepolta nella cripta, di proprietà del patrimonio statale, dove già riposavano i resti della moglie di Franco, Carmen Polo.
In quel frangente circa un centinaio di manifestanti dell'ultra-destra e franchisti si radunarono attorno al cimitero, portando vari stendardi con slogan a sostegno del dittatore e le bandiere della Spagna franchista gridando "Viva Franco", "Arriba España" e cantando la canzone falangista Cara al sol, accompagnati dal saluto fascista. Qualche momento prima dell'arrivo dei resti del dittatore Franco, Antonio Tejero Molina, ufficiale della Guardia Civil espulso dal corpo dopo il suo coinvolgimento diretto nel colpo di Stato del 1981 si unì al gruppo e fu accolto con applausi e grida di "Gloria y honor". Suo figlio Ramon Tejero officiò la messa durante la cerimonia di sepoltura privata dei resti nella cripta.

Stendardo nobiliare della famiglia Franco, utilizzato per adornare la bara nel corso del trasferimento.

## Opposizione all'esumazione
Come già accennato, la famiglia di Franco, la Fondazione Francisco Franco, la comunità benedettina del Valle e l'Associazione in difesa della Valle de los Caídos fecero ricorso senza successo alla Corte Suprema di Spagna per bloccare l'ordine del governo. La famiglia affermò che l'esumazione fu una tattica per ottenere consensi maggiori nelle elezioni e pertanto annunciò l'intenzione di presentare ricorso alla Corte europea dei diritti dell'uomo. Anche i benedettini che custodiscono la basilica si appellarono contro la decisione del governo. I parenti mantennero la ferma posizione che, in caso di trasferimento, il luogo in cui il dittatore doveva essere sepolto era la tomba di famiglia nella cattedrale dell'Almudena di Madrid. Chiesero anche che i resti del loro congiunto non fossero usati per scopi politici:
D'altra parte, i seguaci di Franco minacciarono gli operai incaricati di sollevare la lastra e ripristinare il luogo. Essi furono costretti a denunciare il fatto alla Guardia Civil. Fu oggetto di minacce anche l'agenzia di onoranze funebri responsabile delle operazioni.
Il governo, attraverso la delegazione governativa di Madrid, vietò le manifestazioni della Fondazione Francisco Franco e dell'Associazione per i reclami delle radici della memoria storica previste per il 24 ottobre al Mingorrubio. Il divieto fu revocato dalla Corte superiore di giustizia di Madrid lo stesso giorno 24. D'altra parte, il priore dell'abbazia della Valle de los Caídos il 21 ottobre denunciò il governo per aver impedito il libero accesso agli uffici religiosi e la Guardia Civil per "accesso non consentito" a un luogo di culto.